# Myllyoja (vattendrag i Lappland, lat 67,30, long 28,13)
Myllyoja är ett vattendrag i Finland.   Det ligger i landskapet Lappland, i den norra delen av landet, 800 km norr om huvudstaden Helsingfors.